# Urządzenie ochronne impedancyjne
Urządzenie ochronne impedancyjne – środek ochrony przeciwporażeniowej wzmocnionej. 
Urządzenie niezawodnie ograniczające prąd dotykowy, kiedy ludzie i zwierzęta są narażone na niebezpieczne lub dające się odczuć ustalone wartości prądu dotykowego lub ładunku. Dla ludzi zaleca się aby wartość prądu jaka przepłynie między częściami jednocześnie dostępnymi, które połączone zostaną przewodnikiem o rezystancji 2000 Ω nie przekraczała 0,5 mA dla prądu przemiennego i 2 mA dla prądu stałego. Dla wartości nie przekraczającej progu bólu wynoszą 3,5 mA dla prądu przemiennego i 10 mA dla prądu stałego.